# Clips
Clips eller klips er en betegnelse for et stykke metaltråd, typisk galvaniseret ståltråd, der er bukket så den kan holde flere papirark sammen. Ifølge The Oxford English Dictionary kommer clip af oldengelsk clyppan, der kan betyde både "omklamre" og "svag".
Der er ofte sproglig forveksling mellem en papirclips og en hæfteklamme; sidstnævnte betegnes ofte fejlagtigt clips/klips, ligesom processen ved isætning af hæfteklammer ofte kaldes at klipse (med en klipsemaskine).
Hvor mange clips der omsættes om året, vides ikke. Men det østrigske firma SAX-Werk har oplyst, at de omsætter clips for hen ved 120 millioner schilling (ca. 66 mio. kroner) om året og eksporterer til 100 lande. The American Clip Company ASSO siges at tjene 70 millioner dollars (ca. 560 mio. kroner) om året på sagen.
Ifølge artiklen i Norsk biografisk leksikon (2005) er verdens samlede produktion af clips ca. 20 milliarder årlig, alene i USA. I USA alene blev der i 2011 købt 11 milliarder papirclips hvert år. Papirclips har mange andre anvendelser en at holde papir sammen, og angiveligt er det kun omkring en femtedel af alle papirclips bliver brugt til at holde papir sammen.

## Historie
Clipsen blev i henhold til en populær myte opfundet i 1899 af den 33-årige norske matematiker og selvlærte elektrotekniker Johan Vaaler (1866-1910) fra Akershus i Norge. Han fik tysk patent på den i 1899 og amerikansk i 1901. I hans papirklemme gør metaltråden ikke de fulde to runder som kendetegner den moderne clips, og den ville således være langt mindre anvendelig. Johan Vaaler døde i Kristiania i 1910 som en skuffet opfinder uden kommerciel succes. Hans opfindelse blev aldrig sat i produktion, fordi en mere avanceret clips allerede flere år tidligere var kommet i handelen i England.
The Gem Manufacturing Company havde måske allerede før 1890 udviklet det produkt vi fremdeles genkender som en moderne clips. Deres gem blev aldrig patenteret, men amerikaneren William Middlebrook fik i 1899 patent på en maskine til at fremstille clips af typen gem. Nogle år senere fik en anden amerikaner, Cornelius Brosnan, US-patent på en tilsvarende clips, under navnet Konaclips. Varianter af gem-typen er siden blevet patenteret i forskellige versioner. "Ett gem" er stadigvæk på svensk betegnelsen for en clips.
I 1994 indførte USA en told på kinesiske papirklips, for at forhindre importen af meget billigt producerede kinesiske papirclips.

### Norsk nationalsymbol
Mustads fabrikker begyndte at producere clips af gem-typen i 1928 i konkurrence med importvarer, uden at vide at den senere skulle blive et nationalsymbol. Ophavsmanden til den norske myte var overingeniør Halvard Foss ved Patentstyret. I mellemkrigstiden gennemgik han tyske patentarkiver for at kortlægge norske patenter og kom tilfældigvis forbi Vaalers glemte patent. Han så ikke grundig nok på tegningerne og opfattede derfor opfindelsen som identisk med clipsene som alle havde i kontorskuffen. I Patentstyrets 50-årsberetning skrev han om norske opfindelser blandt andet: "Den vanlige trådbinders i sin nåværende kjente form er oppfunnet av Johan Vaaler som var kontorsjef på et patentkontor". Til en reportage i A-magasinet i 1989 fortalte han: «Jeg gjorde dette kendt i mine omgivelser». Fra disse omgivelser spredte fejltagelsen sig i hele landet og ind i flere opslagsværker i efterkrigstiden.
Myten om clipsene norskhed spredte sig hurtigt i 1950'erne. Forfattere af bøger og artikler om norsk teknologihistorie fandt clipsene egnede til at gøre en tynd historie lidt fyldigere. Dem som kendte Vaalers version, valgte at overse at den ikke var ligesom den kendte clips. Ved 90-årsjubilæet for Vaalers patent blev hans clips hyldet som en genial norsk opfindelse. Forfatteren fæstede sig ikke ved at den faktisk var mislykket, men hoverede over udenlandske opfinderes hjælpeløse forsøg på at lave noget der var bedre.
I 1989 blev der også rejst en 7 m høj clips-skulptur med en vægt på 600; kg uden for Handelshøyskolen BI i Sandvika. Den var en gave fra den norske clipsproducent O. Mustad & Søn til "BI-dagene" dette år, som også var et mindeår for Vaalers patent. Monumentet viser imidlertid ikke Vaalers opfindelse, men en clips af gem-typen. BI-clipsen blev omtalt i Guinness rekordbog som verdens største. Clips-monumentet blev demonteret efter at BI flyttede fra Sandvika og blev genrejst på gårdspladsen til studenterboligerne i Gunnar Schjelderups vei 13 i Nydalen i Oslo.
Fejringen af Vaalers opfindelse nåede et højdepunkt i 1999, 100 år efter hans tyske patentansøgning. Dette år udgav Posten et frimærke med billede af en clips, som det første i en serie om norsk opfindsomhed. Baggrunden var en faksimile af det tyske Patentschrift. Figuren i forgrunden var imidlertid ikke den papirklemmen Vaaler tegnede på sin patentansøgning, men igen en clips af den kendte gem-type. Samme år rejste Aurskog historielag i samarbejde med Aurskog-Høland kommune mindesmærket Binderssteinen ved Lierfoss i nærheden af gården Våler for at hædre opfinderen Vaaler. Historielaget afbildet hans papirclips, og ikke den han fejlagtig bliver tilkendt æren for.
Så sent som i 2005 havde den nye udgave af Norsk biografisk leksikon i sidste bind en biografi om Johan Vaaler, som den norske opfinder af papirclipsen.

### Verdens største papirklips
En skulptur der står på en legeplads i den russiske by Miass regnes for at være verdens største clips. Den er lavet af rustfrit stål, og er 9,28 meter høj, 2,72 meter bred, og vejer 530 kg.. Skulpturen er skabt af kunsteren Evgeny Stepovik. Den blev indviet den 29. maj 2010 og er omtalt i Guinness rekordbog.

## Design
En empirisk udregnet formel for papirclipsens design er beskrevet nedenfor, og den er tilnærmet for den mest almindelige type af papirklips, hvor alle kurver er tilnærmede halvcirkler, og hvor de lige sider i den ydre runding er tilnærmet lig afstanden fra ståltrådens ender til midtpunktet i den inderste kurve. Længder som indsættes i formlen bør måles langs midtlinjen i ståltråden.
T = 4L – 5B + 3/2πB
T = ståltrådens totale længde.
L = clipsens totale længde (mellem yderpunkterne i de to yderste halvcirkler).
B = afstanden mellem de to inderste langsider.

## Andre anvendelser
Clipsen har flere anvendelser end blot at holde papirark sammen:
- Et fra computerverdenen kendt stykke værktøj, et handy-dandy-tool, konstrueres ved at rette den yderste bøjning af clipsen ud, så man får en tynd spids med et 'håndtag'. Den er bl.a. uundværlig ved åbning af CD-drevet på en slukket pc, samt visse reset-funktioner.
- Ved arbejde på båndløbet af båndoptagere og videomaskiner samt andre steder, hvor selv svagt magnetisk værktøj vil gøre skade, kan man afprøve f.eks. en skruetrækker ved at se, om enden af en papirclips 'klæber' til spidsen. Der forekommer af og til en svag, utilsigtet magnetisme i genstande af jern, men da enden af en papirclips ikke er enden af jerntråden, vil den kun vanskeligt kunne blive magnetisk (medmindre clipsen opbevares på en magnetholder). Følger clipsen ikke med skruetrækkerspidsen, er denne ikke magnetisk.
- Under 2. verdenskrig brugte nordmændene et emblem med den norske konges initialer som symbol på solidaritet og modstand mod besættelsen. Da det blev forbudt af bære emblemet, bar de i stedet en clips i reversen som symbol på sammenhold og for at vise foragt for besættelsesmagten. Det blev også forbudt og medførte arrestation, hvis de blev pågrebet.[14]

- Operation Paperclip var et tophemmeligt amerikansk efterretningsprogram, der i slutningen af 2. verdenskrig, og i perioden mellem 1945 og 1959, hentede videnskabsmænd, ingeniører og teknikere fra Nazi-Tyskland til USA for at arbejde for den amerikanske regering.[15]

- Microsoft brugte en animeret clips, på engelsk kaldt Clippit eller Clippy, på hjælpesiderne til Microsoft Office fra 1997 til 2004.[16] Clippy genopstod i Windows 11, nu som en maskinlæringdreven (ChatGPT) assistent.[17]

- Papirclips bliver brugt som symbol i de fleste mailprogrammer for at symbolisere vedhæftede filer.[18]

## Omtale og hædersbevisninger

### Designikon
Som alle brugere ved, er "clipsdøden" det største problem; resultatet af at clipsen bliver tvunget til at gabe over mere papir end den er beregnet til. Den mister fleksibiliteten og løsner sig når bunken bliver for tyk, og den bliver permanent deformeret. Clips der ligger sammen med andre kan låse sig sammen og blive vanskelige at samle op. Den klassiske clips af gem-typen har funktionelle problemer, men formen har alligevel appelleret til design-interesserede, da mange har set den som "fuldkommen". Derfor blev den tidlig et symbol for godt design.
Designskribenten Owen Edwards skrev om clipsen i 1989: «In our vast catalog of material innovations, no more perfectly conceived object exists … With its bravura loop-within-a-loop design, the clip corrals the most chaotic paper simply by obeying Hooke's law.» I 2003 ble den brugt som officiel logo for det internationale design-år i Barcelona, Any del disseny 2003.

### Leksikale værker
Trods clipsens verdensomspændende udbredelse gennem hundrede år står der ikke meget om den i de store leksika.
I Den Store Danske Encyklopædi omtales clipsen slet ikke. Selv Ordbog over det danske sprog fik først clipsen med i supplementet fra 1994, mens Ludv. Meyers Fremmedordbog allerede i 1924 skrev, at en "Clips er en Brevklemme, et Redskab til at holde Breve og Papirer sammen".
Kun i clipsens formodede fædreland, Norge levner Aschehougs Store Norske Leksikon fra 1986 lidt mere information om den lille multifunktionelle konstruktion. Heri står fejlagtigt:
Binders (eg. plur. av eng. ‘binder’, som betyr noe som binder) klype [klamme] av metall eller plast til å feste dokumenter o.l. sammen med, oppfunnet av nordmannen Johan Vaaler 1899
Disse få ord var længe de eneste som clipsens mytologiske opfinder Johan Vaaler har kunnet opnå. Men i de sidste decennier er han blevet verdensberømt i Norge, og i den seneste udgave af Norsk biografisk leksikon omtales han over nær en hel side som opfinder af ‘binders’, til trods for at nyere clipsforskning er kommet til andre resultater.